# Linaria tristis
Linaria tristis är en grobladsväxtart. Linaria tristis ingår i släktet sporrar, och familjen grobladsväxter.

## Underarter
Arten delas in i följande underarter:
- L. t. ajmasiana
- L. t. lurida
- L. t. marginata
- L. t. mesatlantica
- L. t. pectinata
- L. t. tristis

## Bildgalleri

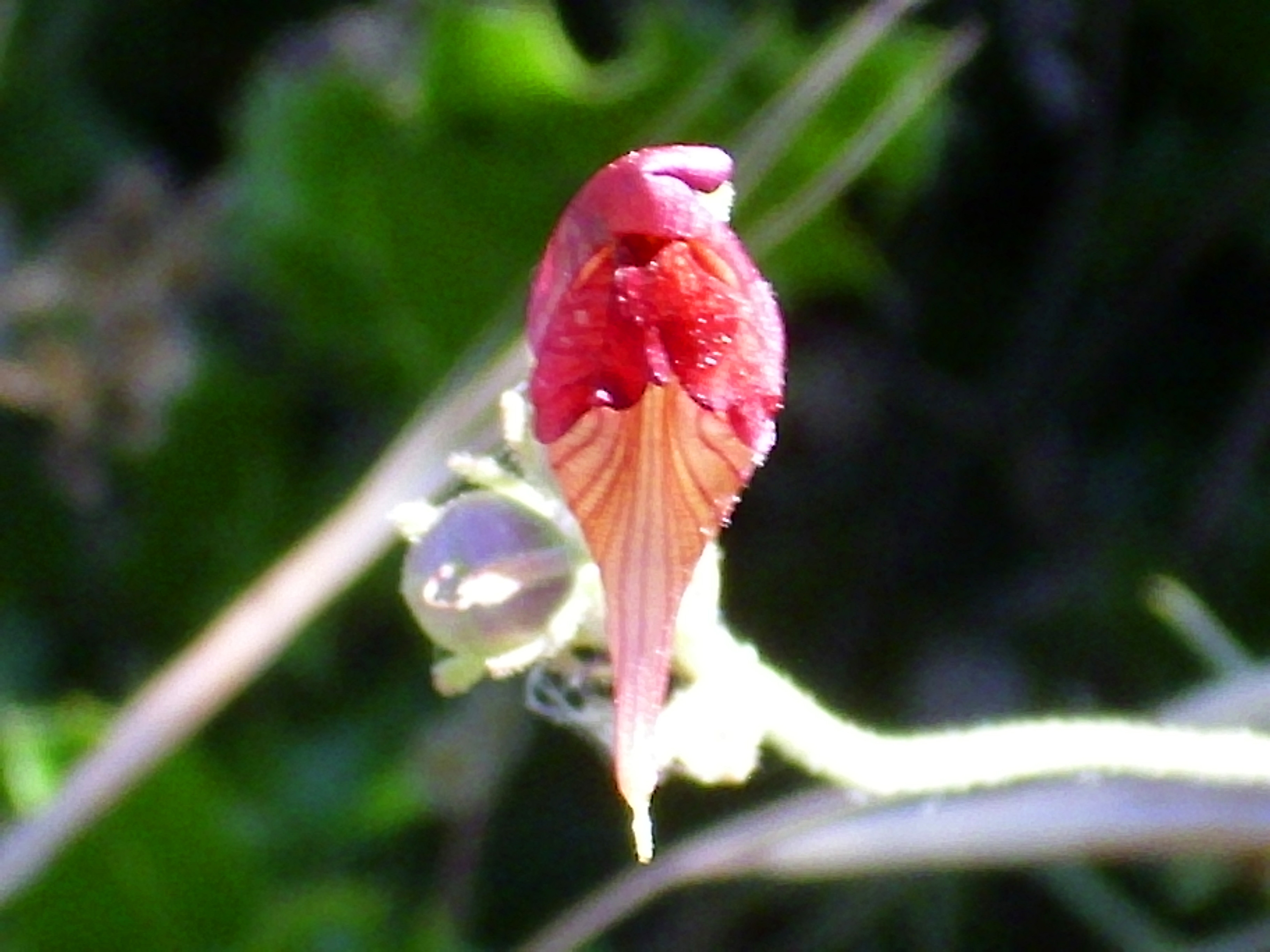
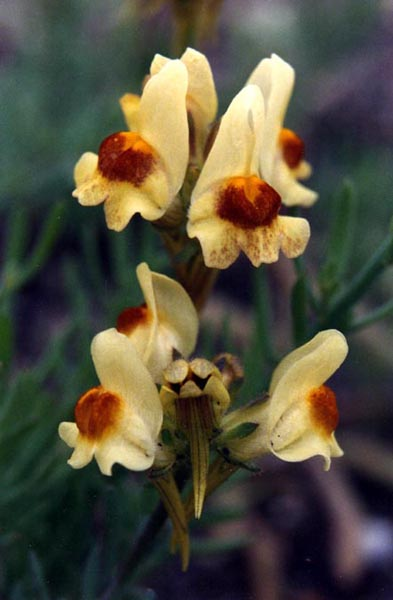